# Constitutio Antoniniana

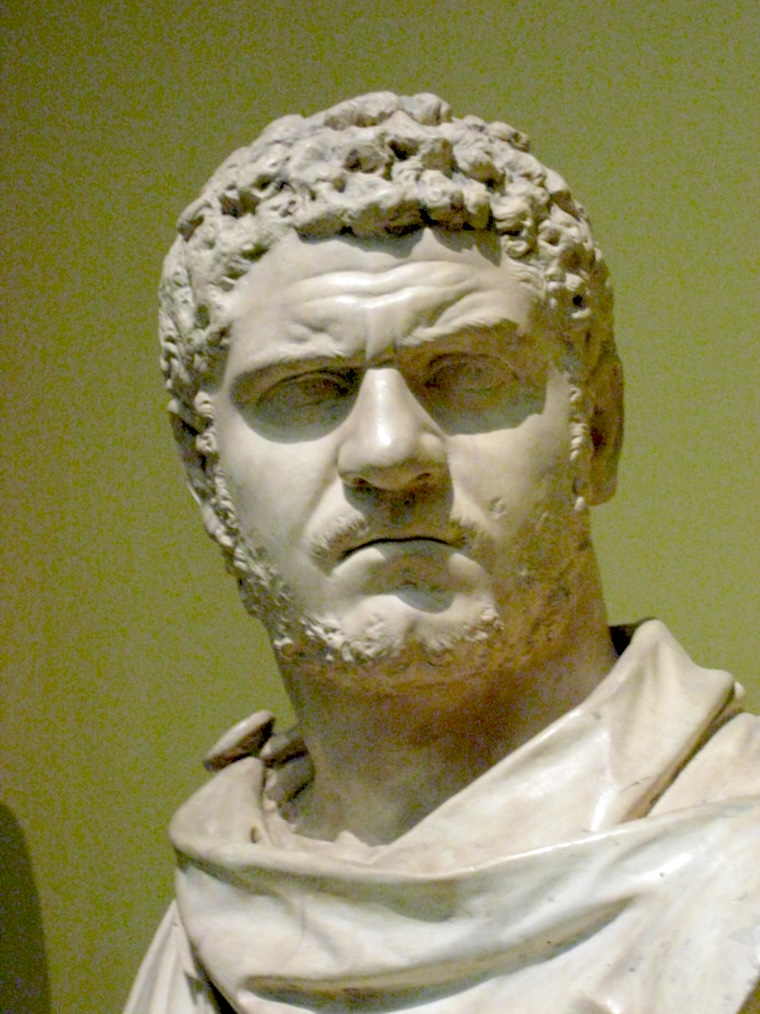
Caracalla

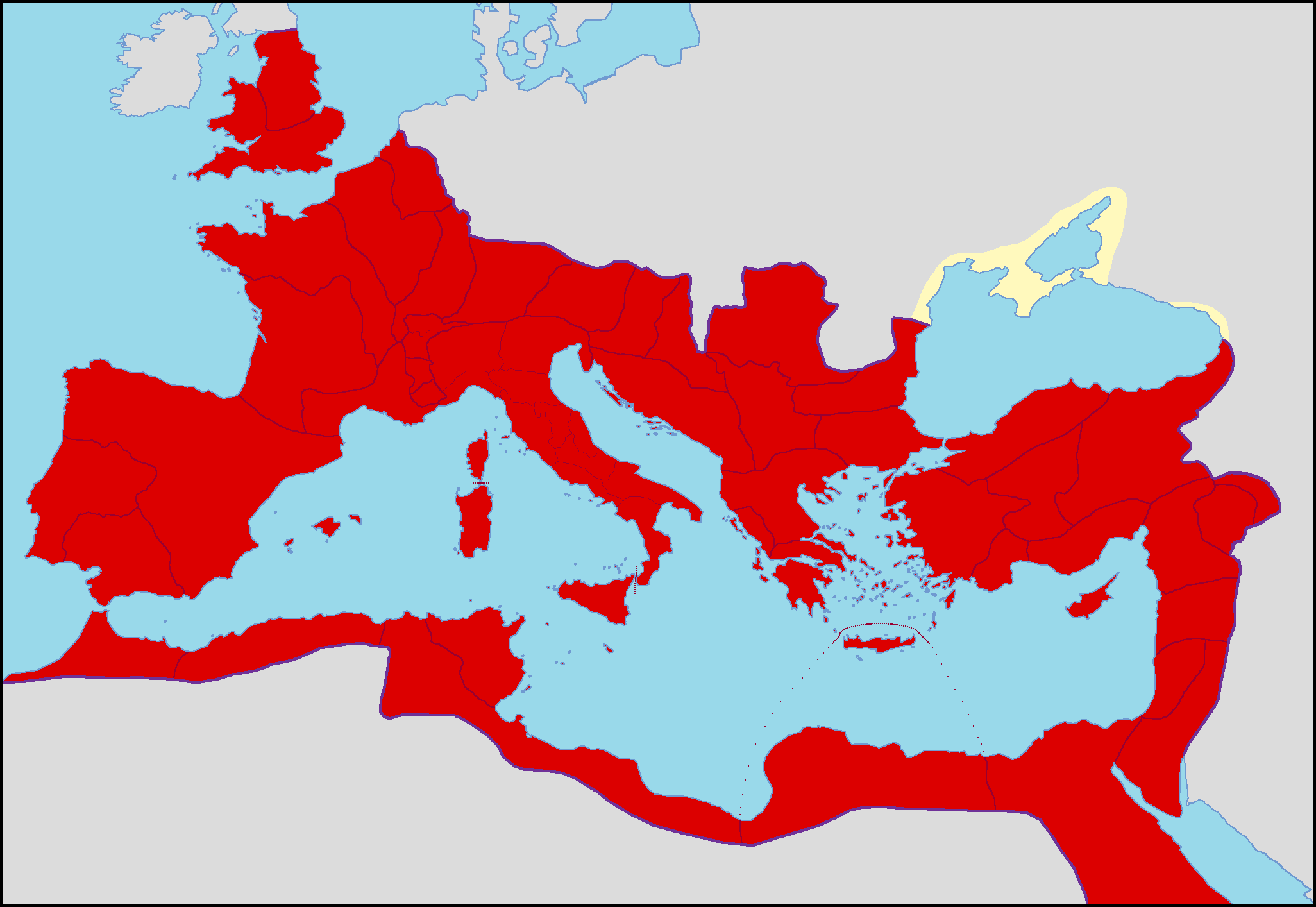
Romeinse Rijk circa 210 n. Chr.

De Constitutio Antoniniana, ook wel Edict van Caracalla was een edict, afgekondigd in 212 door Caracalla en gaf alle vrije mannen in het rijk volledig burgerschap en alle vrije vrouwen dezelfde rechten als Romeinse vrouwen.
Cassius Dio merkt bijna smalend op dat hij ze in naam eerde maar eigenlijk alleen de belasting-inkomsten wilde vergroten..